# Louis Napoléon Lannes
Louis Napoléon Lannes, II duca di Montebello (Parigi, 30 luglio 1801 – Parigi, 18 luglio 1874), è stato un diplomatico, politico e nobile francese.

## Biografia

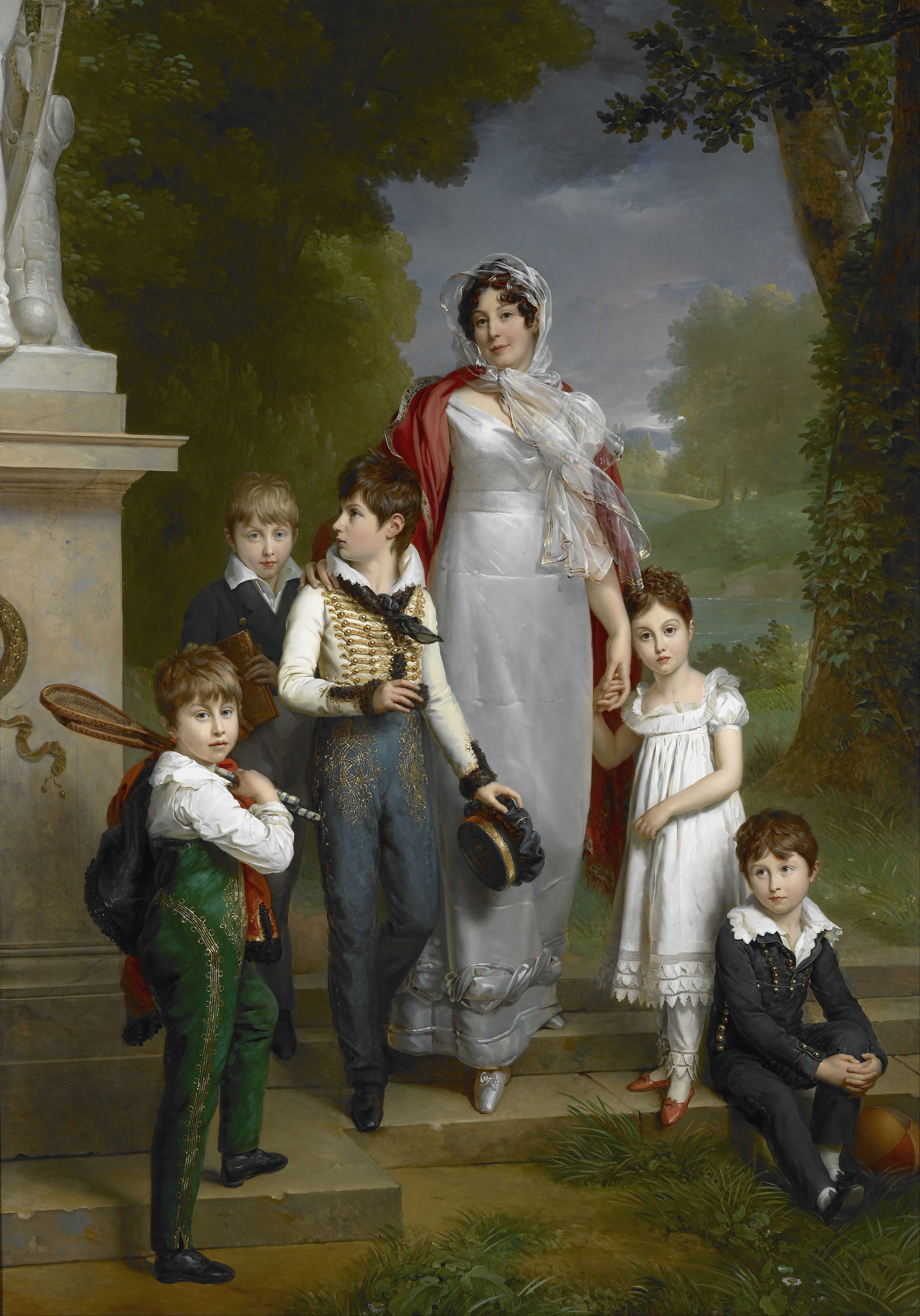
Louis Antoinette Scholastique Guéhéneuc, vedova del generale Lannes, coi figli. Louis Napoleon è il maggiore al suo fianco.

Louis Napoleon era figlio di Jean Lannes, I duca di Montebello e maresciallo del primo impero francese, morto per le ferite riportate nella battaglia di Essling il 22 maggio 1809 e della sua seconda moglie, Louise Antoinette Scholastica Guéhenneuc. Il giovane Louis venne creato pari di Francia il 27 gennaio 1827 da re Carlo X di Francia in considerazione dei servizi prestati da suo padre, ma gli venne consentito di sedere al proprio posto al Palazzo del Lussemburgo (luogo di ritrovo della Camera dei Pari) solo dopo la rivoluzione del 1830. Nel frattempo, colse l'occasione per viaggiare negli Stati Uniti e fu attaché dell'ambasciata francese a Roma al fianco del visconte de Chateaubriand.
Lannes in un primo momento sembrò schierarsi coi legittimisti (che supportavano le pretese dei Borbone sul trono di Francia), ma ben presto aderì alla monarchia di luglio e votò solitamente coi dottrinari. Si schierò fortemente a favore della libertà di stampa, della paria ereditaria, del carcere per debiti, delle finanze statali e della carriera nell'esercito.
Tornato alla carriera diplomatica, Lannes venne inviato in missione in Danimarca alla corte di Copenaghen (1833), quindi fu ministro plenipotenziario a Berlino. Alla Camera dei Pari, supportò l'emendamento alla legge Cousin spostando il giorno della commemorazione di Luigi XVI al 21 gennaio. Supportò le leggi partigiane del settembre del 1835, e propose ai suoi colleghi di rivolgerle al gestore de La Tribune.
Nel 1836, il duca venne nominato ambasciatore francese presso la Confederazione Svizzera al posto del marchese di Rumigny, che era stato considerato come troppo favorevole ai liberali svizzeri. La sua nomina fu  intesa a compiacere la politica dell'Austria, cui la Francia stava tentando di avvicinarsi per evitare un isolamento nella politica europea e per assicurarsi la prospettiva di un matrimonio favorevole per il principe Ferdinando Filippo, duca d'Orléans, l'erede al trono. Ottenne dalle autorità confederate svizzere l'internamento dei rifugiati politici perché questi rischiavano di turbare la sicurezza degli stati vicini e l'espulsione del principe Luigi Napoleone Bonaparte (che viveva in territorio svizzero presso il castello di Arenenberg).
Venne quindi nominato ambasciatore francese a Napoli, alla corte di re Ferdinando II delle Due Sicilie (1838).
Il duca di Montebello venne richiamato da Napoli il 1º aprile 1839, rimpiazzando Louis-Mathieu Molé come ministro degli esteri ad interim, nel governo sciolto il 12 maggio successivo. Gestì quindi il passaggio del ministero al maresciallo Jean-de-Dieu Soult, duca di Dalmazia, e tornò al suo seggio alla Camera dei Pari dove nuovamente si prodigò per la tutela della proprietà letteraria, per la legion d'onore, per i prestiti alla Grecia e per il lavoro minorile nelle fabbriche.
Tornò a Napoli come ambasciatore nel 1840, dove negoziò il matrimonio tra il principe Enrico, duca d'Aumale, e la principessa Maria Carolian di Borbone-Due Sicilie, figlia del principe di Salerno (1844).
Il 9 maggio 1847, il duca di Montebello rimpiazzò l'ammiraglio barone de Mackau quale ministro della marina e delle colonie nel gabinetto Guizot. In un suo rapporto al re, si dichiarò contrario all'emancipazione degli schiavi, proponendo anche ulteriori spese per la marina, inclusa una migliore formazione per medici e farmacisti in servizio.

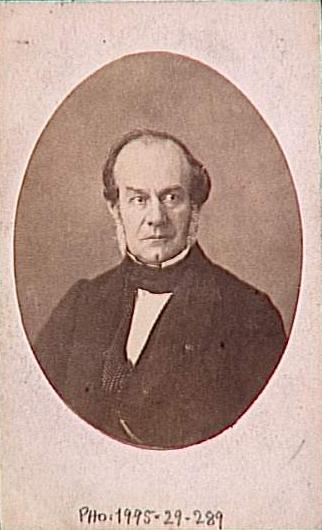
Fotografia del duca di Montebello, ambasciatore e senatore, eseguita da Gustave Le Gray

Il duca di Montebello lasciò il governo dopo la rivoluzione del 1848. Venne poi eletto il 13 maggio 1849 nell'assemblea legislativa della seconda repubblica. Il duca rappresentò il dipartimento della Marna, dove possedeva vasti vigneti. Si batté a favore della libera istruzione e delle restrizioni nel suffragio universale, nonché per la spedizione militare a Roma per liberare il papato dalla Repubblica Romana.
Non supportò immediatamente il colpo di Stato del 2 dicembre 1851, ma col tempo cercò di avvicinarsi a Luigi Napoleone Bonaparte e vi riuscì venendo nominato ambasciatore in Russia il 15 febbraio 1858 al posto del conte Rayneval. Occupò tale posizione sino al 1864, venendo quindi chiamato a negoziare tra le altre cose l'accordo del 6 aprile 1861.
Per decreto di Napoleone III, il 5 ottobre 1864 venne nominato senatore. Si ritirò dal suo incarico di ambasciatore il 6 gennaio 1866.

## Araldica
| Stemma | Descrizione                                 | Blasonatura |
| \| \|  | Louis Napoléon Lannes II duca di Montebello | Di verde alla spada sguainata e alzata d'oro. Ornamenti esteriori da duca pari di Francia e cavaliere di gran croce dell'Ordine della Legion d'onore. |
|        |                                             | |